# 熊野のヒダリマキガヤ

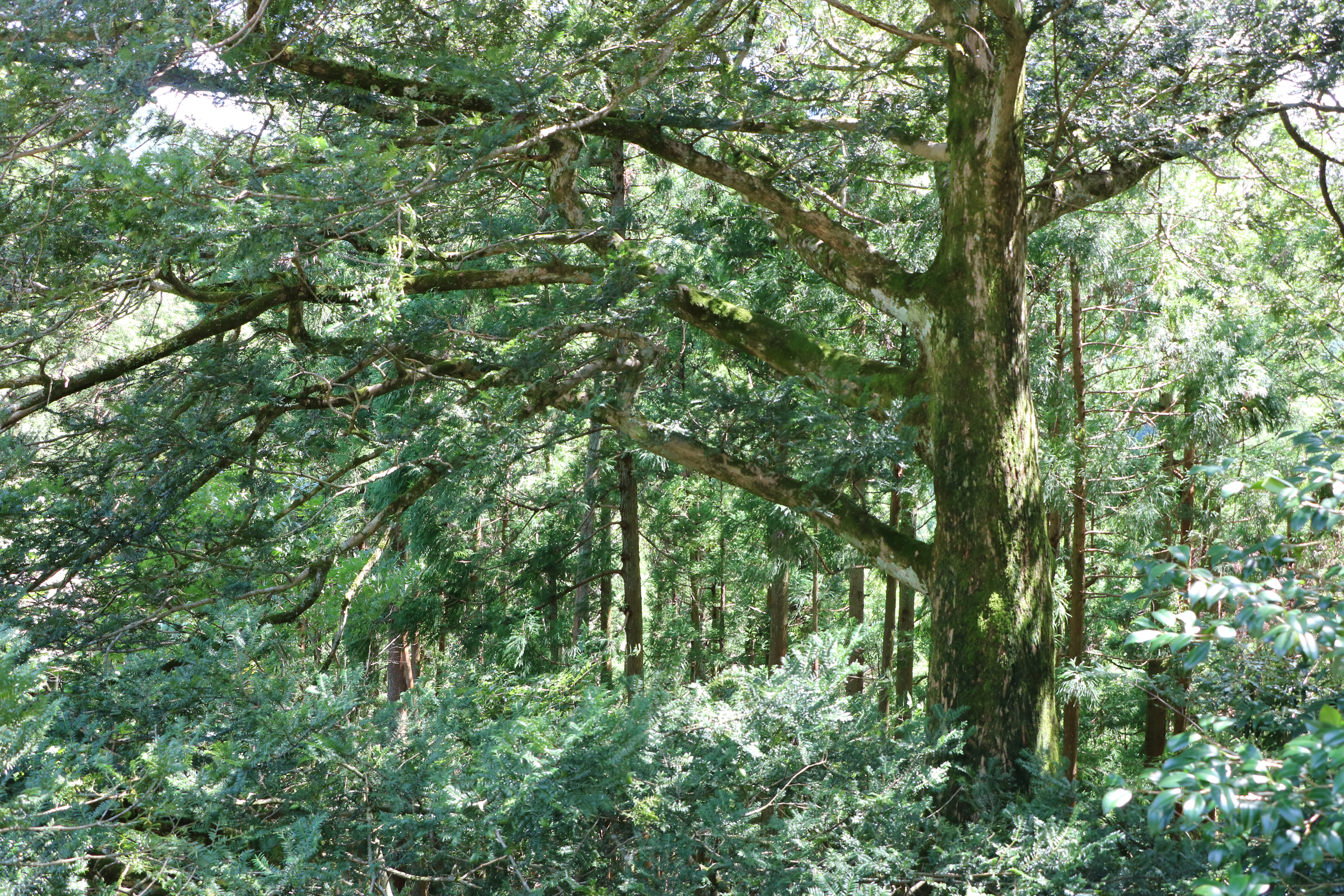
熊野のヒダリマキガヤ。2019年9月6日撮影。

熊野のヒダリマキガヤ（くまののヒダリマキガヤ）は、滋賀県蒲生郡日野町熊野にある国の天然記念物に指定されたヒダリマキガヤである。
カヤ（榧）の変種であるヒダリマキガヤの種子は、通常のカヤの種子と異なり、外殻に左巻きの波紋状のスジがあるものが多いため、ヒダリマキガヤ（左巻榧）の名前がある。国の天然記念物に指定されたヒダリマキガヤは日本国内に3件あり、また都道府県指定および市町村指定も含めると数十件が天然記念物に指定されているが、熊野のヒダリマキガヤは当該変種が最初に発見確認された地とされ、1922年（大正11年）10月12日に国の天然記念物に指定された。

## 解説

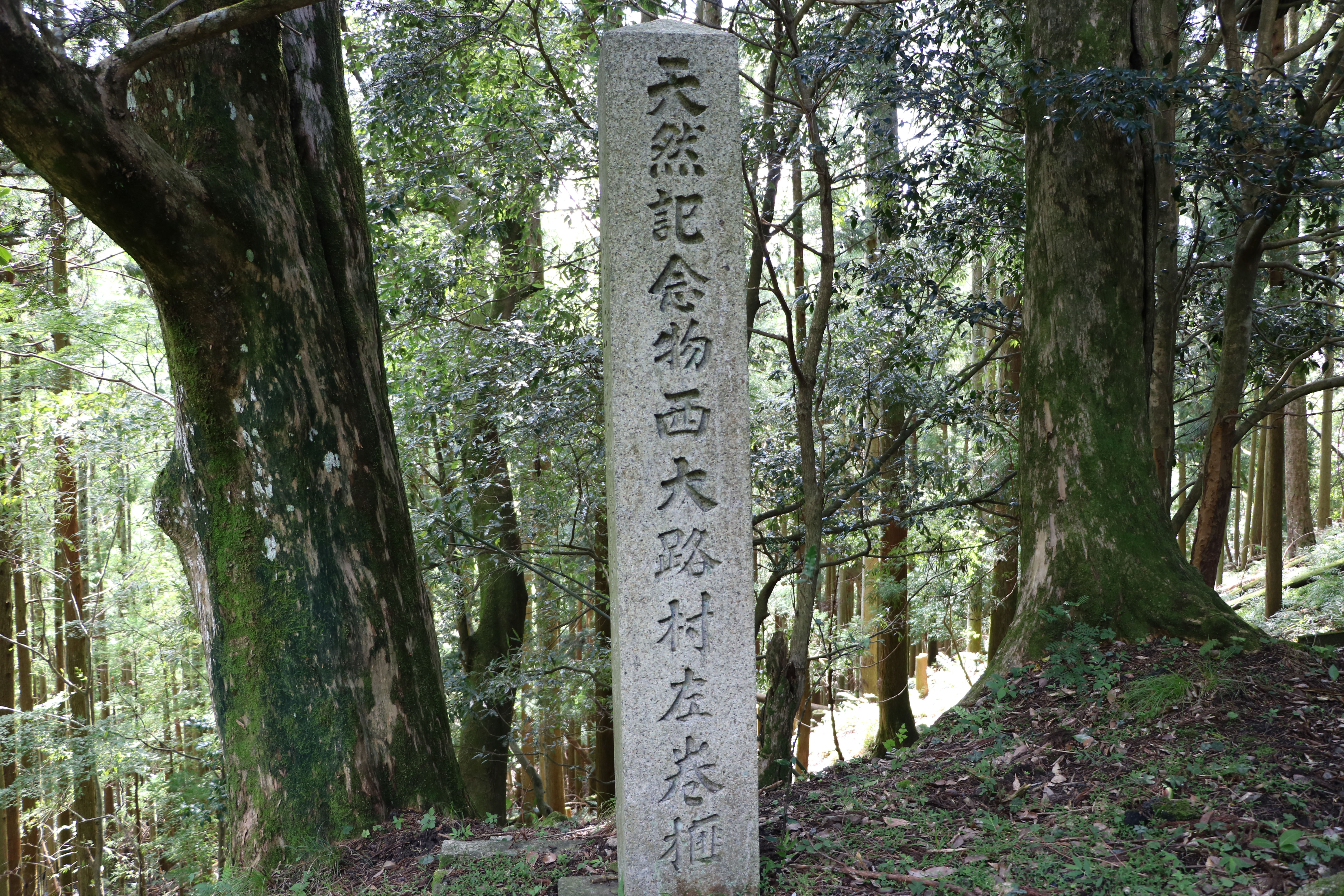
1924年（大正13年）3月3日に建立された天然記念物指定石碑。
指定当時の西大路村左巻榧の名称が刻まれている。 2019年9月6日撮影。

熊野のヒダリマキガヤのある熊野地区は日野町東部に連なる鈴鹿山脈の山中にある小規模な集落で、綿向山南西麓の標高約400～450メートルの傾斜地に位置している。熊野地区には確認されているヒダリマキガヤが4株あり、4株のうち3株が国の天然記念物に指定されている。このうち2株は当地に鎮座する熊野神社東側の字東坂のS家所有地にあり、S家居宅から町道を隔てた下部の急傾斜地に生育している。もう1株は熊野神社手前を町道から南方向に下った字中家（なかや）のM家所有地 の片側が急傾斜地になった歩道の路肩に生育している。S家所有の2株はそれぞれ高さ21メートル、幹囲は1.9メートルと2.4メートル、M家所有の1株は高さ23メートル、幹囲2.2メートルである。これらの3株はいずれも指定当時の大きさから幹囲が50センチメートルから60センチメートルも大きくなっているという。
種子は長楕円状の紡錘形で 長さ約3.8～4.7センチメートル、幅約1.2～1.5センチメートル、外殻の表面に螺旋状または直線状のスジがあり、果実を包む内側の種皮にも外殻のものと方向が一致するスジがある。これらのうち螺旋状のスジは左巻きと右巻きのものがある。ヒダリマキガヤは通常のカヤから偶発的変異によってできた突然変異種と考えられ、周辺に生育する若い個体にも同様の種子がつくことから、遺伝的に異なる性質を持つものと考えられている。なお、ここで言うヒダリマキとは種子の上方から真下を見て左巻きという表現になったものであり、このような上方から見て左巻きの螺旋形状は、DNAの2重らせん構造のように「右巻き」と表現するのが今日では一般的になっている。
熊野地区は前述したように初めてヒダリマキガヤの存在が確認された発見地であり、1922年（大正11年）10月11日に3株のヒダリマキガヤが、当地の当時の村名である西大路村（にしおおじむら）を冠した西大路村左巻榧 の名称で国の天然記念物に指定され、同村が1955年（昭和30年）3月に周辺6町村と合併し日野町となった2年後の1957年（昭和32年）7月31日に、今日の指定名である熊野のヒダリマキガヤへ名称変更された。なお、指定当時確認された4株のヒダリマキガヤのうち天然記念物に指定されなかった1株は、指定後の管理等の問題により所有者が指定を望まなかったことによるものであるという。
国の天然記念物に指定されたカヤは巨樹や変種を含め日本全国に15件あるが、その多くが特徴的な珍しい種子に着目したものであり、林野庁所管の国立研究開発法人森林研究・整備機構の関西育種場（岡山県勝田郡勝央町）では、熊野のヒダリマキガヤを含むシブナシガヤ・コツブガヤなど国の天然記念物に指定されたカヤ5件 を保存種としてクローン収集し、保存・定植している。

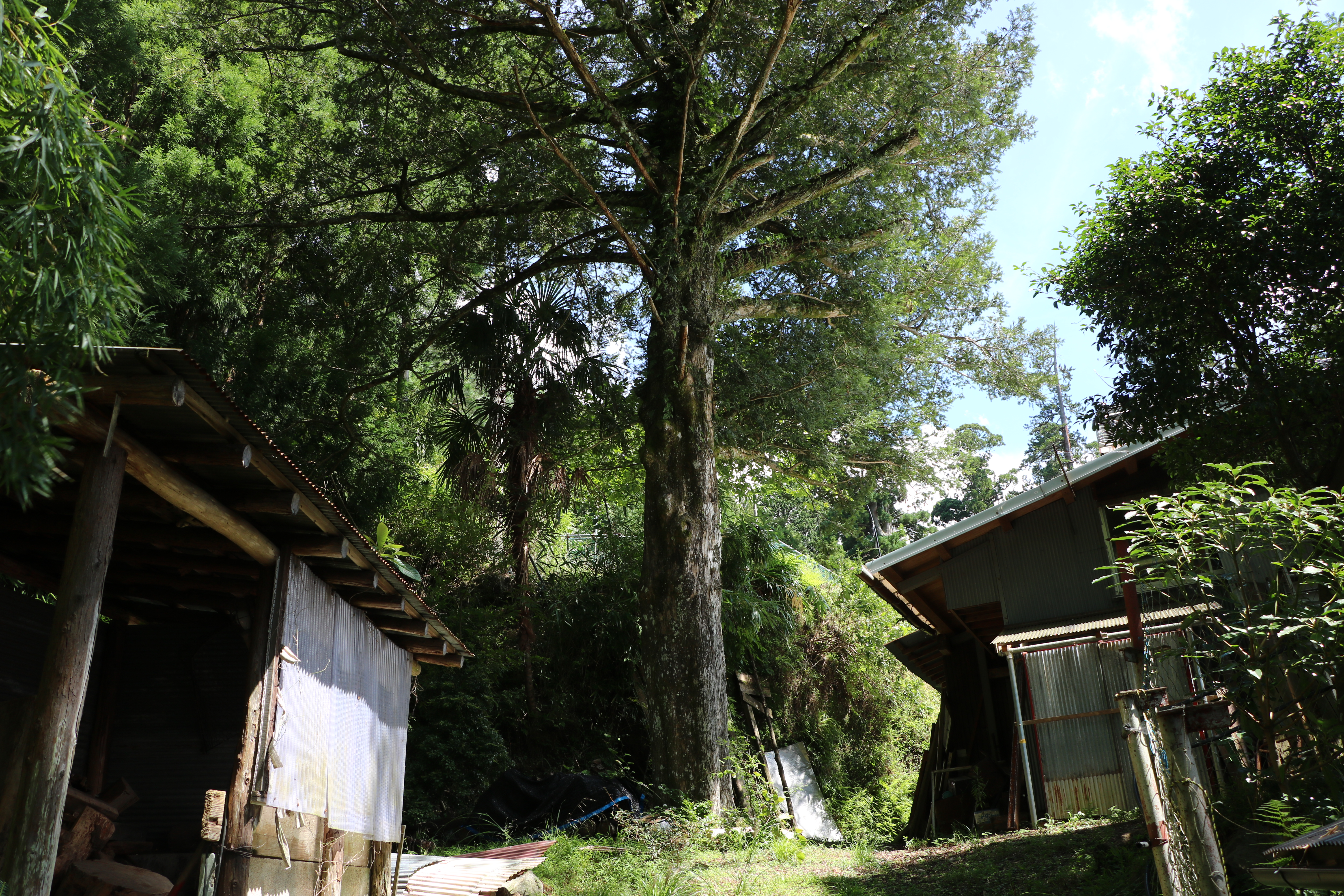
天然記念物指定を望まず指定から外れたヒダリマキガヤの個体。
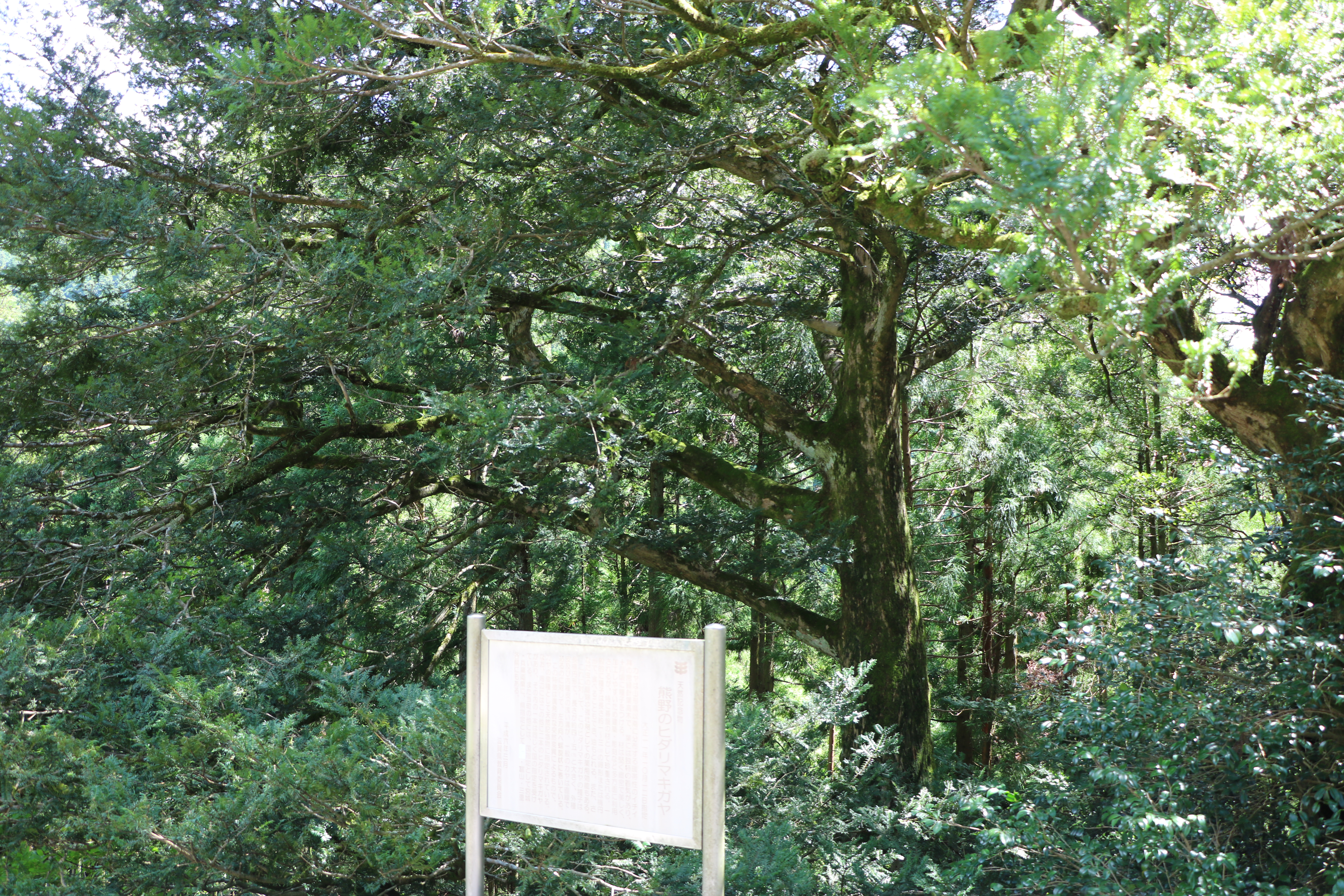
解説板と指定木。
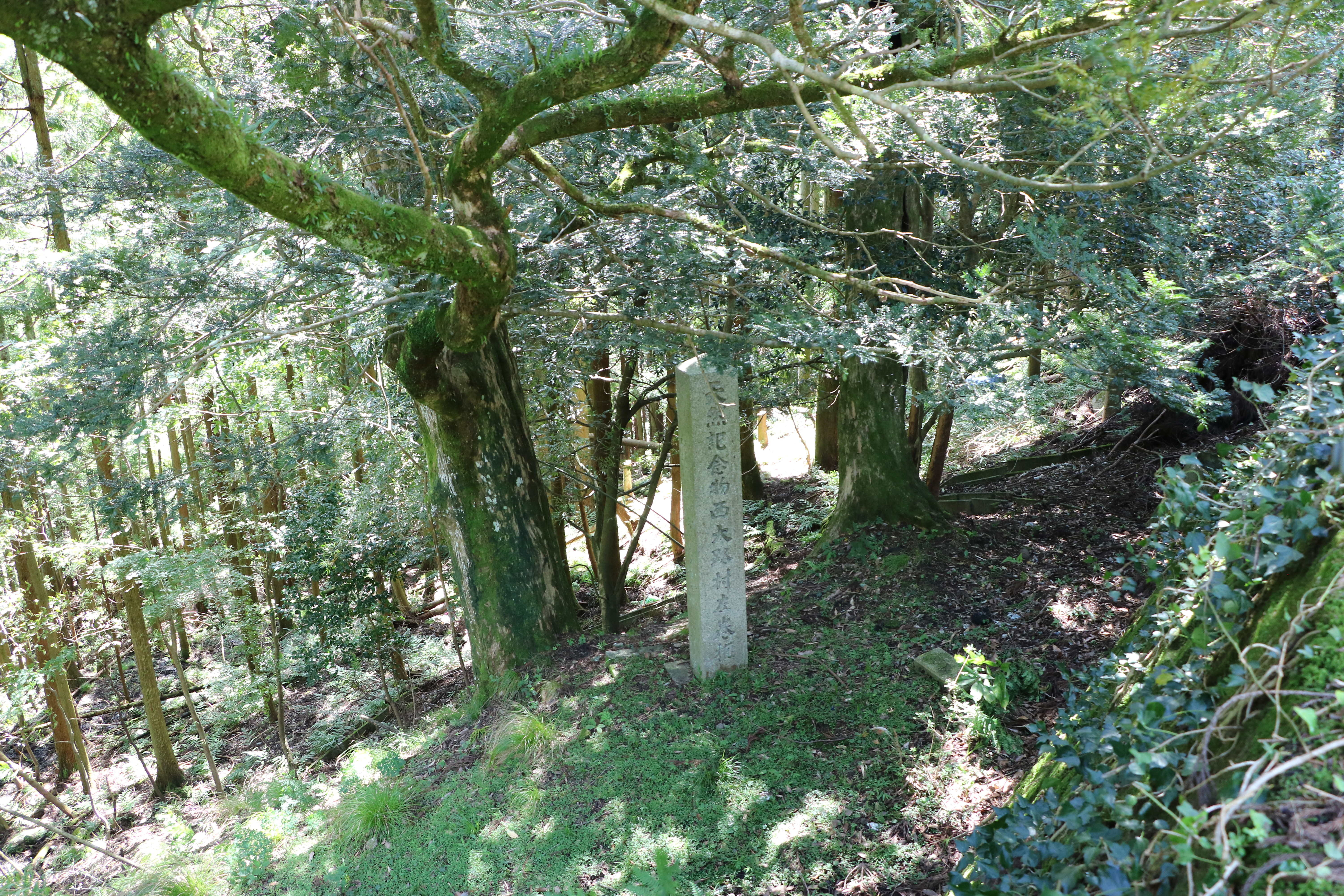
急傾斜地に生育している。

## 交通アクセス
所在地
- 滋賀県蒲生郡日野町熊野[4]。

交通
- 近江鉄道本線日野駅下車。町営バス乗車、日野町役場乗り換え、平子・西明寺線乗車約30分。終点熊野神社前バス停下車[7][8]。